# باول دين (ملحن)
باول دين (بالإنجليزية: Paul Dean)‏ هو ملحن أسترالي، ولد في 1966.

## وصلات خارجية
- بول دين على موقع IMDb (الإنجليزية)
- الموقع الرسمي